# Club Atlético River Plate 1957
Questa voce raccoglie le informazioni riguardanti il Club Atlético River Plate nelle competizioni ufficiali della stagione 1957.

## Stagione
La squadra di Minella domina il campionato, accumulando sole tre sconfitte, con il miglior attacco e la seconda miglior difesa; il titolo arriva con tre giornate d'anticipo, con la vittoria sull'Independiente.

## Maglie e sponsor
| Casa | Trasferta |

## Statistiche

### Statistiche di squadra
| Competizione | Punti | Totale | Totale | Totale | Totale | Totale | Totale | DR  |
| Competizione | Punti | G      | V      | N      | P      | Gf     | Gs     | DR  |
| ------------ | ----- | ------ | ------ | ------ | ------ | ------ | ------ | --- |
| PD           | 46    | 30     | 19     | 8      | 3      | 62     | 45     | +17 |
| Totale       | -     |        |        |        |        |        |        | -   |